# Lijst van rijksmonumenten in Dordrecht/Hoge Nieuwstraat
De stad Dordrecht telt 32 inschrijvingen in het rijksmonumentregister die zijn gelegen aan of bij de Hoge Nieuwstraat. Hieronder een overzicht.
| Object                                                                                     | Oorspronkelijke functie? | Bouwjaar                             | Architect | Locatie                | Coördinaten?                  | Nr.?  | Afbeelding                                                                                |
| ------------------------------------------------------------------------------------------ | ------------------------ | ------------------------------------ | --------- | ---------------------- | ----------------------------- | ----- | ----------------------------------------------------------------------------------------- |
| Pand met rijk versierde lijstgevel met rondboogvensters, voorzien van geschroefde railtjes | Woonhuis                 | derde kwart 19e eeuw                 |           | Hoge Nieuwstraat 3     | 51° 49' 3" NB, 4° 39' 53" OL  | 13451 | Meer afbeeldingen                                                                         |
| Pand met lijstgevel                                                                        | Woonhuis                 | derde kwart 19e eeuw                 |           | Hoge Nieuwstraat 5     | 51° 49' 3" NB, 4° 39' 52" OL  | 13452 | Meer afbeeldingen                                                                         |
| Pand met lijstgevel met oorspronkelijke pui, waarboven twee verdiepingen                   | Woonhuis                 | 1817 (jaartal)                       |           | Hoge Nieuwstraat 9     | 51° 49' 2" NB, 4° 39' 52" OL  | 13453 | Meer afbeeldingen                                                                         |
| Pand met gepleisterde trapgevel ter breedte van een vensteras geprofileerde puibalk        | Woonhuis                 | 17e/18e eeuw                         |           | Hoge Nieuwstraat 11    | 51° 49' 2" NB, 4° 39' 52" OL  | 13454 | Meer afbeeldingen                                                                         |
| Pand met gepleisterde puntgevel ter breedte van een vensteras                              | Onderdeel woningen e.d.  | 18e eeuw                             |           | Hoge Nieuwstraat 13    | 51° 49' 2" NB, 4° 39' 52" OL  | 13455 | Meer afbeeldingen                                                                         |
| Pand met lijstgevel voor huis met in de gevel oude tweelichtskozijnen en roedenverdeling   | Woonhuis                 | 18e eeuw                             |           | Hoge Nieuwstraat 15    | 51° 49' 2" NB, 4° 39' 52" OL  | 13456 | Meer afbeeldingen                                                                         |
| Pand met eenvoudig lijstgeveltje                                                           | Woonhuis                 | eerste helft 19e eeuw                |           | Hoge Nieuwstraat 17    | 51° 49' 2" NB, 4° 39' 52" OL  | 13457 | Meer afbeeldingen                                                                         |
| Pand met eenvoudig lijstgeveltje                                                           | Woonhuis                 | eerste helft 19e eeuw                |           | Hoge Nieuwstraat 19    | 51° 49' 2" NB, 4° 39' 52" OL  | 13458 | Meer afbeeldingen                                                                         |
| Pand met eenvoudig lijstgeveltje                                                           | Woonhuis                 | eerste helft 19e eeuw                |           | Hoge Nieuwstraat 21    | 51° 49' 2" NB, 4° 39' 52" OL  | 13459 | Meer afbeeldingen                                                                         |
| Pand met in tot puntgevel gewijzigde trapgevel                                             | Woonhuis                 | 17e/19e eeuw                         |           | Hoge Nieuwstraat 29    | 51° 49' 2" NB, 4° 39' 51" OL  | 13460 | Pand met in tot puntgevel gewijzigde trapgevel                                            |
| Het Lam                                                                                    | Opslag                   | eerste kwart 18e eeuw 1706 (poortje) |           | Hoge Nieuwstraat 37    | 51° 49' 1" NB, 4° 39' 50" OL  | 13461 | Meer afbeeldingen                                                                         |
| Pand met lijstgevel met middenrisaliet                                                     | Woonhuis                 | 18e/19e eeuw                         |           | Hoge Nieuwstraat 41    | 51° 49' 1" NB, 4° 39' 49" OL  | 13462 | Pand met lijstgevel met middenrisaliet                                                    |
| Pand met lijstgeveltje met goed geconserveerde pui en schuiframen                          | Woonhuis                 | tweede kwart 19e eeuw                |           | Hoge Nieuwstraat 53    | 51° 49' 1" NB, 4° 39' 49" OL  | 13463 | Meer afbeeldingen                                                                         |
| Pand met fraaie lijstgevel, in de kroonlijst gedateerd mdccxxxiii                          | Woonhuis                 | 1733                                 |           | Hoge Nieuwstraat 55    | 51° 49' 1" NB, 4° 39' 49" OL  | 13464 | Meer afbeeldingen                                                                         |
| Pand met brede lijstgevel van parterre, verdieping en mezzanino                            | Woonhuis                 | eerste helft 18e eeuw                |           | Hoge Nieuwstraat 79    | 51° 48' 60" NB, 4° 39' 47" OL | 13465 | Meer afbeeldingen                                                                         |
| Pand met gepleisterde lijstgevel                                                           | Woonhuis                 | tweede kwart 19e eeuw                |           | Hoge Nieuwstraat 85    | 51° 48' 59" NB, 4° 39' 46" OL | 13466 | Pand met gepleisterde lijstgevel                                                          |
| Pand met geverfde puntgevel met geprofileerde zijafdekstukken en oude raamkozijnen         | Woonhuis                 | mogelijk 18e eeuw                    |           | Hoge Nieuwstraat 99    | 51° 48' 58" NB, 4° 39' 45" OL | 13467 | Pand met geverfde puntgevel met geprofileerde zijafdekstukken en oude raamkozijnen        |
| Pand met gepleisterde puntgevel                                                            | Woonhuis                 | mogelijk 18e eeuw                    |           | Hoge Nieuwstraat 103   | 51° 48' 58" NB, 4° 39' 44" OL | 13468 | Pand met gepleisterde puntgevel                                                           |
| Pand met eenvoudige lijstgevel                                                             | Woonhuis                 | midden 19e eeuw                      |           | Hoge Nieuwstraat 105   | 51° 48' 58" NB, 4° 39' 44" OL | 13469 | Pand met eenvoudige lijstgevel                                                            |
| Pand met twee identieke tuitgevels met frontons voluten en sierankers                      | Woonhuis                 | laatste kwart 17e eeuw               |           | Hoge Nieuwstraat 111   | 51° 48' 58" NB, 4° 39' 44" OL | 13470 | Meer afbeeldingen                                                                         |
| Pand met pakhuisgevel, parterre en vier verdiepingen                                       | Opslag                   | 17e eeuw                             |           | Hoge Nieuwstraat 117   | 51° 48' 58" NB, 4° 39' 43" OL | 13471 | Meer afbeeldingen                                                                         |
| Pand met brede gepleisterde lijstgevel waarin boven schuiframen ca                         | Werk-woonhuis            | ca. 1800                             |           | Hoge Nieuwstraat 223   | 51° 48' 57" NB, 4° 39' 42" OL | 13473 | Pand met brede gepleisterde lijstgevel waarin boven schuiframen ca                        |
| Pand met tuitgevel met in de verdieping schuiframen                                        | Woonhuis                 | 18e eeuw                             |           | Hoge Nieuwstraat 229   | 51° 48' 57" NB, 4° 39' 42" OL | 13474 | Pand met tuitgevel met in de verdieping schuiframen                                       |
| Pand met lijstgevel met gaaf bewaarde pui                                                  | Woonhuis                 | 18e eeuw                             |           | Hoge Nieuwstraat 231   | 51° 48' 57" NB, 4° 39' 42" OL | 13475 | Pand met lijstgevel met gaaf bewaarde pui                                                 |
| Pand met lijstgevel                                                                        | Woonhuis                 | derde kwart 19e eeuw                 |           | Hoge Nieuwstraat 4     | 51° 49' 2" NB, 4° 39' 53" OL  | 13476 | Pand met lijstgevel                                                                       |
| Pand met lijstgevel met gepleisterde middenrisaliet en zijpilaster                         | Werk-woonhuis            | derde kwart 19e eeuw                 |           | Hoge Nieuwstraat 8     | 51° 49' 2" NB, 4° 39' 53" OL  | 13477 | Pand met lijstgevel met gepleisterde middenrisaliet en zijpilaster                        |
| Pand met lijstgevel met zijpilaster                                                        | Opslag                   | derde kwart 19e eeuw                 |           | Hoge Nieuwstraat 12    | 51° 49' 2" NB, 4° 39' 53" OL  | 13478 | Meer afbeeldingen                                                                         |
| Pand met puntgevel met vlechtingen                                                         | Woonhuis                 | mogelijk 18e eeuw                    |           | Hoge Nieuwstraat 38    | 51° 49' 1" NB, 4° 39' 51" OL  | 13479 | Pand met puntgevel met vlechtingen                                                        |
| Pand met puntgeveltje met vlechtingen. Met pand rechts daarvan.                            | Woonhuis                 | 17e eeuw                             |           | Hoge Nieuwstraat 54,56 | 51° 49' 0" NB, 4° 39' 49" OL  | 13480 | Pand met puntgeveltje met vlechtingen. Met pand rechts daarvan.                           |
| Pand met gevel met kroonlijst, die op de hoeken op bakstenen verkroppingen is omgekornist  | Woonhuis                 | 18e eeuw                             |           | Hoge Nieuwstraat 58    | 51° 48' 59" NB, 4° 39' 48" OL | 13481 | Pand met gevel met kroonlijst, die op de hoeken op bakstenen verkroppingen is omgekornist |
| Lodewijk XV lijstgevel voor huis van souterrain, parterre en verdieping                    | Woonhuis                 |                                      |           | Hoge Nieuwstraat 126   | 51° 48' 58" NB, 4° 39' 45" OL | 13482 | Lodewijk XV lijstgevel voor huis van souterrain, parterre en verdieping                   |
| Pand met puntgevel met vlechtwerk                                                          | Woonhuis                 | 17e eeuw                             |           | Hoge Nieuwstraat 138   | 51° 48' 58" NB, 4° 39' 45" OL | 13483 | Pand met puntgevel met vlechtwerk                                                         |